# Mihkel Kerem
Mihkel Kerem, né le 23 janvier 1981 à Tallinn, est un compositeur et violoniste estonien.

## Œuvres
- 3 symphonies
- 3 sonates pour violon et piano
- 9 quatuors à cordes

## Discographie
- un CD sur Toccata Classics regroupant Sonate pour violon et piano no 1 (1993-1994), Sonate pour violon et piano no 2 (1996), Sonate pour violon solo (2002), Sonate pour violon et piano no 3 (2002).
- un CD sur Toccata Classics regroupant sa Symphonie no 3 (2000), dédiée « aux victimes du communisme », Lamento (2008-2009) pour alto solo et orchestre à cordes et Sextet (2004) pour instrument à cordes.